# Werewolf in a Women's Prison
Pour plus de détails, voir Fiche technique et Distribution.
Werewolf in a Women's Prison est un film américain réalisé par Jeff Leroy, sorti en 2006.

## Fiche technique
- Titre : Werewolf in a Women's Prison
- Réalisateur : Jeff Leroy
- Scénario : Jeff Leroy, Vinnie Bilancio
- Production : 8 Ball Stunts of Hollywood
- Format : Couleurs
- Durée : 83 minutes
- Langue : anglais
- Pays :  États-Unis
- Lieux de tournage : Bronson Canyon, Griffith Park, Los Angeles, Californie, États-Unis
- Genre : Film d'horreur, érotico-saphique
- Date de sortie :
  -  États-Unis 19 octobre 2006 en avant-première à Los Angeles
  -  France 23 août 2007 (Weekend De La Peur Festival)
  -  Royaume-Uni 18 octobre 2008 (Gorezone's Weekend of Horrors)
  -  Japon décembre 2008

## Distribution
- Victoria De Mare : Sarah Ragdale
- Eva Derrek : Rachel
- Jackeline Olivier : Rita
- Vinnie Bilancio : Jack (crédité comme Vincent Bilancio)
- Domiziano Arcangeli : Juan
- Neto DePaula Pimenta : Garcia
- Kristen Zaik : Crystal
- Meredith Salenger : Angel (créditée comme Meredith J. Giagrande)
- Al Burke : Badger
- Yurizan Beltran : Kelly
- Berna Roberts : Serina (créditée comme Bernadette Perez)
- Sindy Lange : BB (créditée comme Sindy Tilson)
- Jed Rowen : Julio
- Tai Chan Ngo : Marcos / Werewolf
- Eric Spudic : le gardien
- Phoebe Dollar : Maria